# Gesù storico

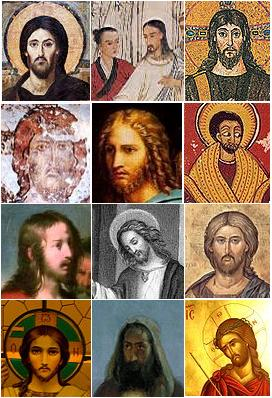
La terza ricerca del Gesù storico, nata intorno agli anni ottanta del Novecento, è caratterizzata da una maggiore attenzione al contesto giudaico del tempo e alle fonti non canoniche, oltre che da una particolare cura alla sua dimensione secolare e non teologica.
I suoi risultati sono ancora frammentari, tali da non rendere possibile una considerazione univoca, sebbene, grazie al suo contributo, la ricostruzione della figura di Gesù tenda ad essere, nei tratti essenziali, sempre più storicamente affidabile.

Il Gesù storico è la figura di Gesù di Nazaret come persona realmente esistita, ricostruita utilizzando i moderni metodi della ricerca storica, sorta dall'esigenza sia di approfondire la conoscenza storica, sia di adattare le possibili letture della figura del nazareno a nuovi modelli culturali. Questa ricerca avviene attraverso l'analisi critica dei testi antichi, in particolare dei vangeli canonici, fonti primarie della sua biografia, unitamente allo studio dell contesto storico e culturale in cui Gesù visse.
In base allo stato attuale delle ricerche,  Gesù di Nazareth fu un predicatore ebreo che visse agli inizi del I secolo nelle regioni della Palestina, tra Galilea e Giudea, crocifisso a Gerusalemme intorno all'anno 30 sotto il governo di Ponzio Pilato.
L'avvio della moderna ricerca storica su Gesù viene comunemente fatto risalire alla fine del XVIII secolo, con la pubblicazione degli studi di Reimarus, e si è quindi articolata in più fasi (cfr. Storiografia su Gesù). Le informazioni sulla vita di Gesù sono reperibili soprattutto nei vangeli sinottici, scritti all'incirca 30-40 anni dopo la sua  morte, sebbene non vi sia  accordo unanime tra gli studiosi sui metodi d'indagine e sulla quantità e qualità dei dati che possono effettivamente emergere da questi testi. Non hanno riscontro nella ricerca storica le tesi, minoritarie ed estranee al mondo accademico, secondo cui Gesù sarebbe solo un mito.

## La ricerca moderna e contemporanea
La ricerca storica moderna del cosiddetto "Gesù storico" si basa sullo studio del complesso apparato di fonti canoniche e proto-cristiane (apocrife e pseudoepigrafe) e del confronto critico delle stesse con la documentazione ebraica e quella ellenistico-romana dell'epoca, allo scopo di discriminare tra avvenimenti riconducibili al personaggio storico e quelli più propriamente attribuibili al "Gesù della fede" (Gesù cristologico). La principale sfida della ricerca moderna consiste infatti nel confrontare le fonti che trattano di Gesù riferendole al contesto archeologico, culturale e politico in cui visse.
La ricerca moderna, che tende a integrare il metodo storico-critico con il ricorso ad altre metodologie tratte da altre discipline (sociali, antropologiche, letterarie, psicologiche), pone particolare enfasi nell'evidenziare l'ebraicità di Gesù. Altro tratto di interesse è l'allargamento internazionale e interconfessionale della ricerca.
Secondo lo storico Mauro Pesce, l'indagine su Gesù ha registrato una notevole evoluzione negli ultimi trent'anni, con la pubblicazione di decine di libri e migliaia di contributi scientifici: i risultati di questa ricerca sarebbero però ancora poco noti in Italia, dove, sempre secondo Pesce, prevalgono immagini devozionali semplificate, o al contrario "libri scandalistici [...] continuano a sostenere la tesi, priva di qualsiasi fondamento, secondo la quale Gesù non sarebbe mai esistito".
Secondo il biblista cattolico americano John Paul Meier, occorre fare una distinzione fra tre concetti: il "Gesù della fede" (ciò che i cristiani credono che Gesù fosse, ovvero il Figlio di Dio ed il Messia), il "Gesù storico" (ciò che gli studiosi riescono a ricostruire su Gesù, basandosi sulle fonti a nostra disposizione) e il "vero Gesù" (ciò che Gesù fu e fece, su cui non saremo mai completamente sicuri).
Allo scetticismo metodologico proprio dello scienziato, si aggiunge lo scetticismo scientifico per tutto ciò che di soprannaturale è riferito, per i miracoli del resoconto evangelico. Secondo alcuni queste parti della narrazione sono vere e fondamentali prove della natura umana e divina di Gesù Cristo, mentre hanno indotto altri a concludere che l'intero testo evangelico non è una fonte storica, oppure che alcune sue parti sono pure invenzione e mitologia.

## Principali tesi degli studiosi sul Gesù storico

### Profeta apocalittico
La tesi che Gesù fosse un profeta apocalittico ritiene che Gesù fosse un predicatore che preparava i suoi seguaci all'imminente fine del mondo. Essa fu proposta inizialmente dal filosofo deista Hermann Samuel Reimarus  nel 1774 e fu poi rilanciata nel 1906 dal teologo luterano Albert Schweitzer.
I principali sostenitori di questa tesi sono Bart Ehrman e Dale Allison jr: il primo ritiene che Gesù attendesse un'imminente apocalisse, basando tale tesi su alcuni contenuti apocalittici contenuti in alcune Lettere di Paolo, alcune Lettere cattoliche e nei Vangeli sinottici, sottolineando come nelle fonti successive i toni apocalittici siano stati progressivamente ridotti; il secondo studioso ritiene invece che Gesù non si aspettasse un'imminente fine dei tempi, ma ritiene comunque che i suoi insegnamenti rientrino nell'apocalittica giudaica e costituiscano una forma di ascetismo.
Anche Ed Parish Sanders, Maurice Casey e John Paul Meier pongono Gesù nell'alveo dell'escatologia ebraica, pur essendo parzialmente in disaccordo con le opinioni di Ehrman e Allison.

### Guaritore carismatico
Secondo Géza Vermes, Gesù fu un pio ebreo e un hasid, similmente ad altre figure descritte nel Talmud come Hanina ben Dosa e Honi Hameaggel. Oltre ad invitare il popolo ebraico ad essere fedele a Dio, egli avrebbe anche praticato numerose guarigioni. Anche Ed Parish Sanders, John Paul Meier e Maurice Casey ritengono che Gesù fosse un guaritore, oltre che un profeta escatologico.

### Filosofo cinico
Secondo gli studiosi del Jesus Seminar, Gesù fu un filosofo cinico, un saggio itinerante che predicava un radicale messaggio di cambiamento contro la esistente gerarchia dei suoi tempi. Il leader del Jesus Seminar, John Dominic Crossan, ritiene che Gesù non sia stato crocifisso per motivi religiosi, bensì perché i suoi insegnamenti mettevano in pericolo le autorità ebraiche dell'epoca.

### Messia ebraico
L'ipotesi di Nicholas Thomas Wright  è quella dell'identificarsi di Gesù nel Messia dell'ebraismo, inviato da Dio per salvare la nazione di Israele. Come Sanders e Meier, Wright ritiene che Gesù fosse un profeta escatologico, ma precisa che l'escatologia ebraica del I secolo d.C. vada intesa alla luce delle aspettative messianiche dell'epoca. Come Wright, Markus Bockmuehl e Peter Stuhlmacher sostengono l'opinione che Gesù sia venuto per annunciare la fine dell'esilio spirituale ebraico e inaugurare una nuova era messianica in cui Dio avrebbe migliorato questo mondo attraverso la fede del suo popolo.

### Profeta del cambiamento sociale
Secondo tale tesi Gesù fu un rabbino che cercava di riformare certe idee all'interno del giudaismo. Questa idea può essere fatta risalire alla fine del diciannovesimo secolo, quando vari ebrei liberali cercarono di enfatizzare la natura ebraica di Gesù, e lo videro come una sorta di predecessore dell'ebraismo riformato.
Bruce Chilton ritiene che Gesù fosse un devoto allievo di Giovanni il Battista, la cui missione era riportare il Tempio alla purezza, e purificare i Romani e i sacerdoti corrotti. Anche Andreas Köstenberger ritiene che Gesù fosse visto dai suoi contemporanei come un rabbino.
Il rabbino ortodosso Shmuley Boteach ritiene che Gesù fosse un saggio e colto rabbino ebreo osservante della Torah e che Gesù disprezzasse i Romani per la loro crudeltà e li abbia combattuti coraggiosamente.

## Il contesto storico

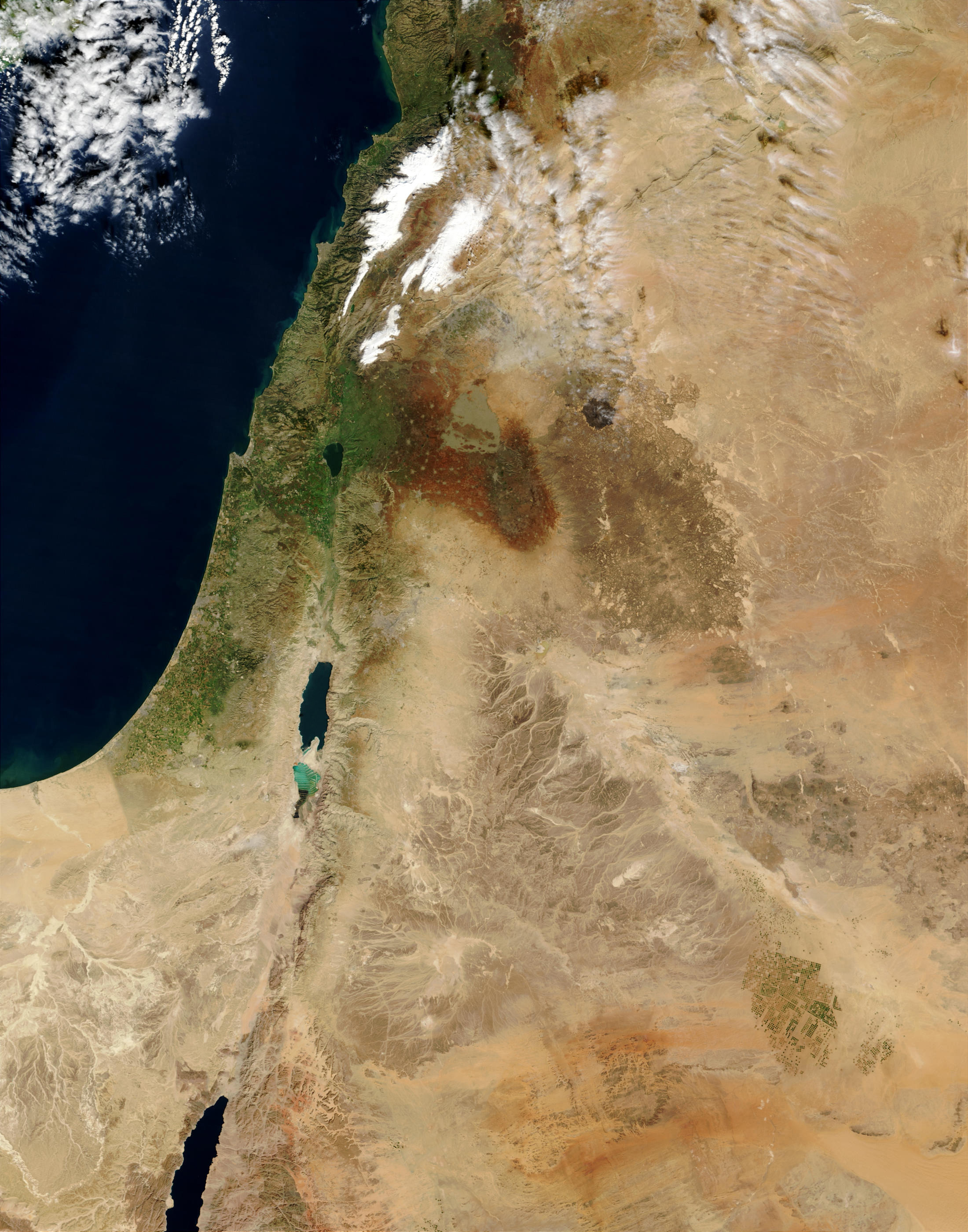
Immagine satellitare della Palestina

All'epoca il territorio giudaico comprendeva approssimativamente Perea, Giudea da una parte e Galilea dall'altra. La Samaria (perenne dissidente della comunità culturale di Gerusalemme), in mezzo, ne era esclusa e separava il regno in due.
La morte di Erode il Grande nel 4 a.C. indebolisce notevolmente il controllo romano dell'area a causa di una complicata successione al trono tra i suoi tre figli: Archelao (etnarca e re di Giudea, Samaria e Idumea) deposto nel 6 d.C. per l'incompetenza dimostrata, Erode Antipa (tetrarca e re di Perea e Galilea fino al 39), Filippo (tetrarca e re, fino alla morte nel 34, dei territori del nord-est: Golanitide, Traconitide, Nabatea).
Giuda Galileo, pretendente al trono di Gerusalemme, approfitta della situazione e, con un esercito formato da zeloti, attacca i romani di stanza a Gerusalemme e genera una reazione immediata che termina solo dopo ben tre interventi da parte di Quintilio Varo, proconsole in Siria. La repressione da parte dei romani è feroce; la crocifissione di 2.000 rivoltosi aumenta le tensioni fra romani ed ebrei (Flavio Giuseppe, Ant. XVII, x, 10).
Sedata, solo temporaneamente, la sommossa, nel 7 d.C., i romani decisero di riorganizzare amministrativamente e fiscalmente la Giudea (che passa da regno tributario al rango di provincia imperiale) organizzando allo scopo un censimento per quella che per l'epoca era una delle imposte più importanti: il testatico. A supervisionare il censimento suddetto fu lo stesso governatore della Siria, Publio Sulpicio Quirinio, diretto superiore del praefectus romanus e degli stessi tetrarchi erodiani. Questa iniziativa fu la scintilla che accese la celebre rivolta del censimento in cui trovò la morte lo stesso Giuda il Galileo.

L'interesse degli storici è rivolto prevalentemente a episodi turbolenti riguardanti l'impero e le province rivoltose ed è quindi difficile trovare testi contemporanei che parlino di Gesù in modo esplicito. Questa carenza di informazioni veniva così spiegata, all'inizio del Novecento dallo storico Charles Guignebert: 
(Charles Guignebert)

## Il nome personale
La maggior parte delle fonti occidentali, derivate dal latino, concorda nell'utilizzare il nome latinizzato in Iesus, di uso comune nel mondo ebraico del primo secolo.
Nell'alfabeto greco, come si trova nel Nuovo Testamento, il nome è ᾿Ιησοῦς. Adoperando la pronuncia ricostruita scolastica del greco classico, si pronuncerebbe (IPA): /i.ɛːsûːs/, ma il Nuovo Testamento è stato scritto nella koinè, in cui si pronunciava probabilmente in modo diverso; in particolare, si potrebbe avere l'aggiunta di un'approssimante palatale e una diversa pronuncia della lettera eta: /jeˈsus/ o /jiˈsus/.

## La famiglia

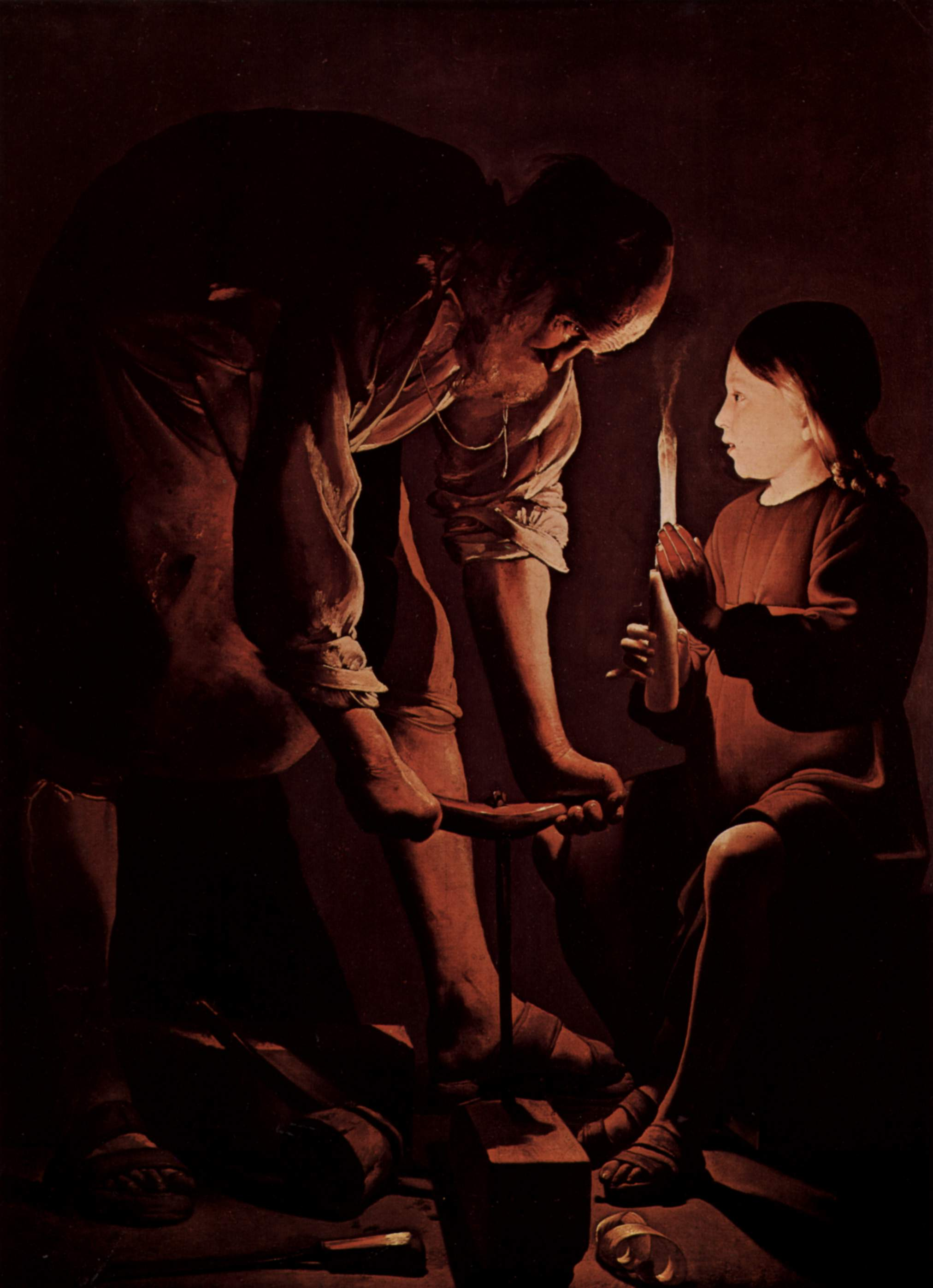
Giuseppe Carpentiere, dipinto di Georges de La Tour, 1640 ca., Louvre

### Padre
Entrambi i racconti dell'infanzia, nel Vangelo di Matteo e nel Vangelo di Luca, sono concordi nell'affermare che il suo padre adottivo fosse Giuseppe e che sua madre fosse Maria, fatto che è attestato anche da altri riferimenti nella tradizione evangelica.
Le principali fonti cristiane che riguardano Giuseppe provengono dai Vangeli di Matteo e Luca.
Nei Vangeli secondo Matteo e Luca, si parla di Giuseppe come il padre a cui Gesù sarebbe stato affidato. Nei quattro Vangeli canonici, ad eccezione che in questi racconti dell'infanzia, Giuseppe è nominato solo una volta nel Vangelo di Giovanni (6,41-59); inoltre, egli non è menzionato negli Atti degli Apostoli, a differenza di altri parenti di Gesù. Di solito si ritiene che tutto ciò stia a significare che Giuseppe sia morto prima del ministero di Gesù. Va notato, infatti, che i vangeli si focalizzano primariamente sull'ultima parte della vita di Gesù, con particolare enfasi sui tre anni di ministero che precedettero la crocefissione. Peraltro, si ritiene probabile che i racconti dell'infanzia abbiano una valenza più teologica che storica.
Matteo cerca di convincere gli ebrei che Gesù fosse davvero discendente di Davide. La locuzione "figlio di Davide" è usata sette volte in Matteo (1,1;9,27;12,23;15,22;20,30;21,9;22,42). Solo in Matteo Gesù parla del "Trono della sua gloria" (19,28;25,31). E solo in Matteo si parla di Gerusalemme come la "città santa" (4,5).
Quindi, Matteo impiega una gran quantità di tempo per cercare di convincere il popolo ebraico che Gesù era di fatto il "Re dei Giudei" (27,29;27,37).
È quindi importante notare che Gesù è considerato nelle genealogie bibliche come il discendente del re Davide, e ciò sarebbe possibile solo se Giuseppe fosse il suo vero padre naturale. Comunque, c'è discrepanza tra la genealogia di Gesù fornita da Matteo e quella di Luca.
Alcuni Vangeli non canonici, adozionisti, affermano che Giuseppe fu il padre di Gesù e che Gesù fu un uomo mortale fino al momento in cui lo spirito di Dio entrò in lui mentre veniva battezzato da Giovanni Battista. Comunque, il punto di vista degli adozionisti venne rifiutato dalla chiesa durante il Primo Concilio di Nicea.
Gli Ebioniti ritenevano che Giuseppe e Maria fossero i genitori naturali di Gesù. Secondo un filosofo greco più tardo (Celso, fine del II secolo) la paternità andrebbe invece attribuita a soldato romano.

### Madre
La maggior parte delle informazioni su Maria, la madre di Gesù, deriva dalla menzione che fanno di lei i quattro vangeli canonici e il Libro degli Atti; il Vangelo di Giovanni non riporta il suo nome, ma si riferisce a lei come "la madre di Gesù" o "sua madre".
A parte le citazioni fornite nei vangeli canonici e in poche altre fonti cristiane primeve (vangelo apocrifo di Giacomo della prima metà del II secolo), non esistono altre fonti antiche sulla vita di Maria.
In Marco 6,3 (e in analoghi passi in Matteo e Luca) si afferma che Gesù fu "il figlio di Maria".
Le chiese cattolica e ortodossa hanno diverse importanti tradizioni costruite attorno alla figura di Maria.
Maria (Miryam o Maryam), madre di Gesù, è l'unica donna a cui sia intitolata una sura del Corano (VII secolo, opera di gran lunga successiva ai tempi di Gesù, essendo Maometto nato quasi 500 anni dopo Cristo).

### Fratelli o cugini
La questione se Gesù avesse dei fratelli (o sorelle), figli di Maria e di Giuseppe, o se avesse dei fratelli solo da parte di padre, nati da un ipotetico matrimonio precedente di Giuseppe, o se invece il termine "fratelli" si riferisca a dei cugini o parenti in senso generico, è controversa ed è motivo di discussione tra studiosi della Bibbia e teologi.
L'espressione fratelli di Gesù è presente in alcuni brani del Nuovo Testamento (Mt 12,46-50;13,55-56, Mc 3,31-34, Lc 8,19-21, Gv 2,12;7,3-10, At 1,14, 1Co 9,5, Gal 1,19).
Il più noto personaggio riportato come "fratello di Gesù" è identificato dai documenti in greco antico come ᾿Ιάκωβος, ossia Giacomo o Giacobbe (Antichità 20.9.1, Galati 1,19), che era anch'esso un nome piuttosto comune, dato che ricorda l'omonimo Patriarca.
In Marco 6,3 (e in analoghi passi in Matteo e Luca) si afferma che Gesù fu "il figlio di Maria e il fratello di Giacomo, Ioses, Giuda e Simone", e che oltre a questi fratelli aveva anche delle sorelle, anche se non menzionate per nome.
Lo storico ebreo Giuseppe Flavio e lo storico cristiano Eusebio (che scriveva nel IV secolo ma citava fonti molto più antiche, ora perdute) parla di Giacomo il Giusto come del fratello di Gesù (vedi Desposini). Secondo Marco 6,3, gli altri fratelli di Gesù si chiamavano Joses (=Giuseppe), Judas (=Giuda), e Simon (=Simeone/Simone); questi sono anche i nomi di tre delle dodici tribù o figli di Israele. In ebraico i nomi dei fratelli sono Yaakob, Yosef, Yehudah e Shimeon.

## Maria Maddalena
Maria Maddalena ha una rilevanza particolare nei vangeli: nel resoconto dei sinottici assiste alla crocifissione, alla sepoltura e al ritrovamento della tomba vuota. Nel Vangelo di Giovanni è la prima a vedere Gesù risorto. Nei vangeli apocrifi viene spesso considerata spiritualmente superiore ad altri discepoli.

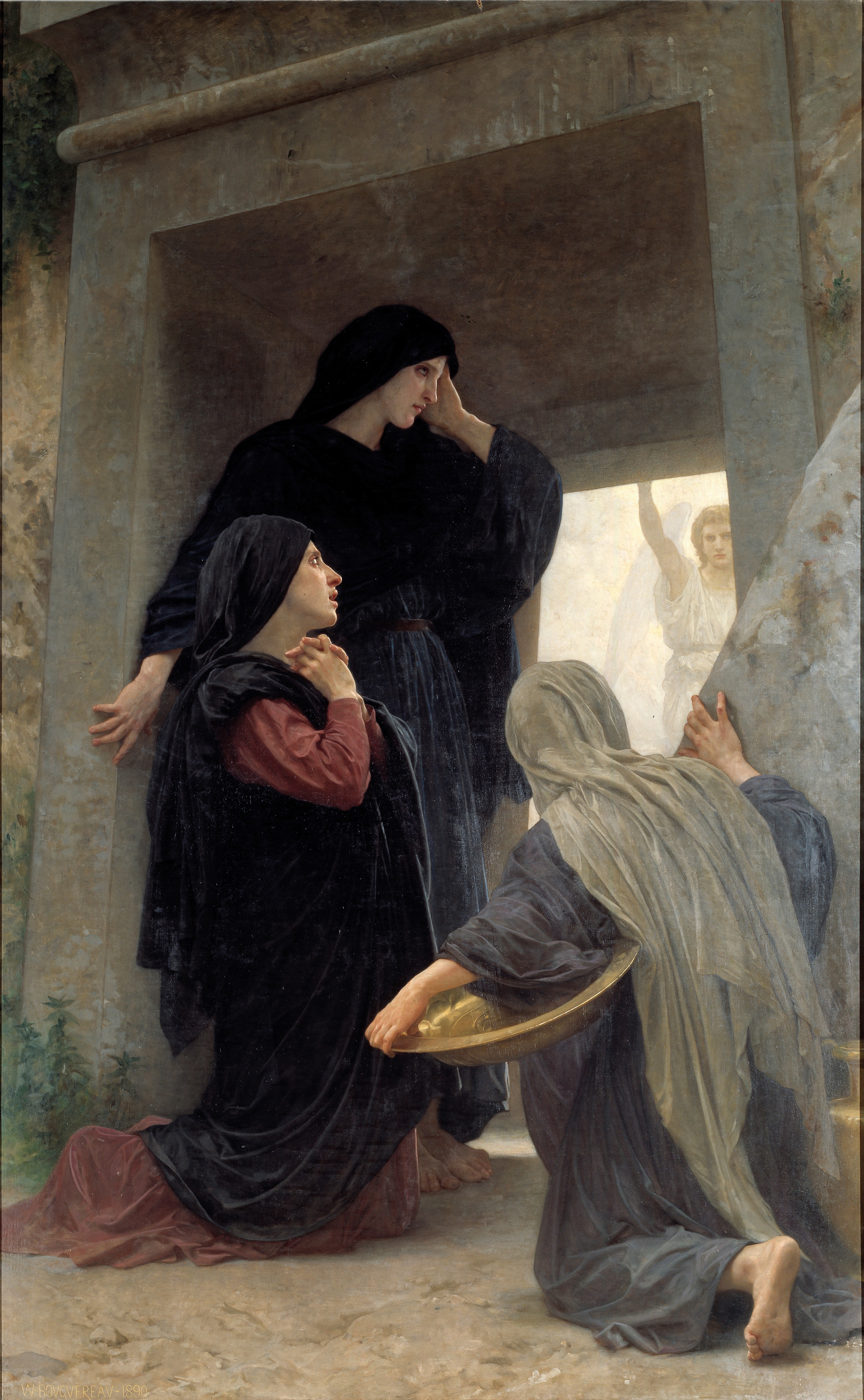
Le sante donne alla tomba, di William-Adolphe Bouguereau, 1890, collezione privata.

La tradizione che la vorrebbe prostituta è tardiva e risale al VI secolo. Tale interpretazione deriva da un'interpretazione di un passo di Luca nel quale una peccatrice lava i piedi di Gesù, cospargendoli di olio profumato (7,37-38): di questa donna, in realtà, non viene indicato il nome. Nel testo lucano, in un passo successivo, l'autore si limita infatti a dire che una delle donne che seguiva Gesù era Maria di Magdala, "dalla quale erano usciti sette demòni" (8,2).
Molte leggende e l'apocrifo Vangelo secondo Filippo accennano infine a una possibile relazione amorosa di Gesù con Maria Maddalena.
In particolare nel Vangelo secondo Filippo, inserendo nelle lacune del manoscritto le parole ipotetiche riportate fra parentesi, si potrebbe leggere: «la compagna (del Salvatore è) Maria Maddalena, (Cristo la amava) più di tutti (gli altri) discepoli (e soleva spesso) baciarla (sulla bocca)». La frase, quindi, è solo una ricostruzione abbastanza ardita.. La parola usata per “compagna” nel testo copto del vangelo di Filippo è inoltre un prestito dall'originale greco koinônós. Questo termine non significa "sposa" o "amante", bensì "compagna" ed è comunemente usata per indicare rapporti di amicizia e fratellanza.
In quello stesso vangelo, che secondo gli studiosi non risale a prima della seconda metà del II secolo, il bacio sulla bocca è però un segno rituale comune anche agli altri personaggi perché «il Logos viene da quel luogo, egli nutre dalla sua bocca e sarà perfetto. Il perfetto, infatti, concepisce e genera per mezzo di un bacio. È per questo che noi ci baciamo l'un l'altro. Noi siamo fecondi della grazia che è in ognuno di noi».

## La nascita

### Data di nascita
Gerd Theissen e Annette Merz scrivono che non esiste alcun'indicazione certa sull'anno preciso della sua nascita. Certamente Matteo e Luca sono d'accordo nell'attestare che Gesù è nato quando Erode il Grande era vivo (Mt 2,1; Lc 1,5), ovvero, stando a Flavio Giuseppe (Antichità. 17, 167, 213; BJ 2, 10), prima della primavera del 4 a.C. Ciò è probabile, ma ci sono alcune controversie al riguardo, dal momento che Matteo e Luca non offrono informazioni cronologiche sufficientemente precise e concordanti.
Luca 2,1 mette in relazione la nascita di Gesù al censimento di Quirinio. Giuseppe Flavio cita un censimento nel 6 d.C. (Guerre giudaiche II, 117 ss., VII, 253; Antichità giudaiche XVII, 355, XVIII, 1 ss.): alcuni studiosi, come Emil Schürer, ritengono che Luca abbia quindi commesso un errore cronologico, mentre altri, come William Mitchell Ramsay, spiegano la discrepanza chiamando in causa una serie di censimenti in Luca e negli Atti 
Alcuni hanno provato a determinare più precisamente la data di nascita di Gesù correlando la stella dei Magi (2,2) con fenomeni astronomici; comunque, Matteo descrive una stella viaggiante miracolosa, che non è compresa in alcuna categoria astronomica, e queste teorie non hanno riscosso un grande successo.
La data tradizionale della nascita di Gesù al 25 dicembre, ricorrenza della festa del Natale, è tardiva (IV secolo) ed è probabilmente correlata con il periodo in cui veniva celebrato il Sole invitto.

### Luogo di nascita
Riguardo al luogo di nascita i vangeli di Matteo e Luca riportano che Gesù nacque a Betlemme.
I vangeli di Marco e Giovanni non fanno invece menzione del luogo di nascita di Gesù. In Giovanni (7,41-42 e 7,52) viene comunque citata l'incredulità degli ebrei riguardo alla pretesa di Gesù di essere il Messia in quanto egli proveniva dalla Galilea e non dalla città di Davide (Betlemme). Come è evidenziato anche dal Talmud, i maggiorenti di Gerusalemme e di tutta la Palestina ritenevano ignoranti, rozzi e persino barbari gli uomini delle regioni rurali e arretrate della Galilea.
Alcuni studiosi sia cristiani sia non cristiani ipotizzano quindi come luogo di nascita di Gesù anche Nazaret o altre località della Galilea o prossime alla Galilea.

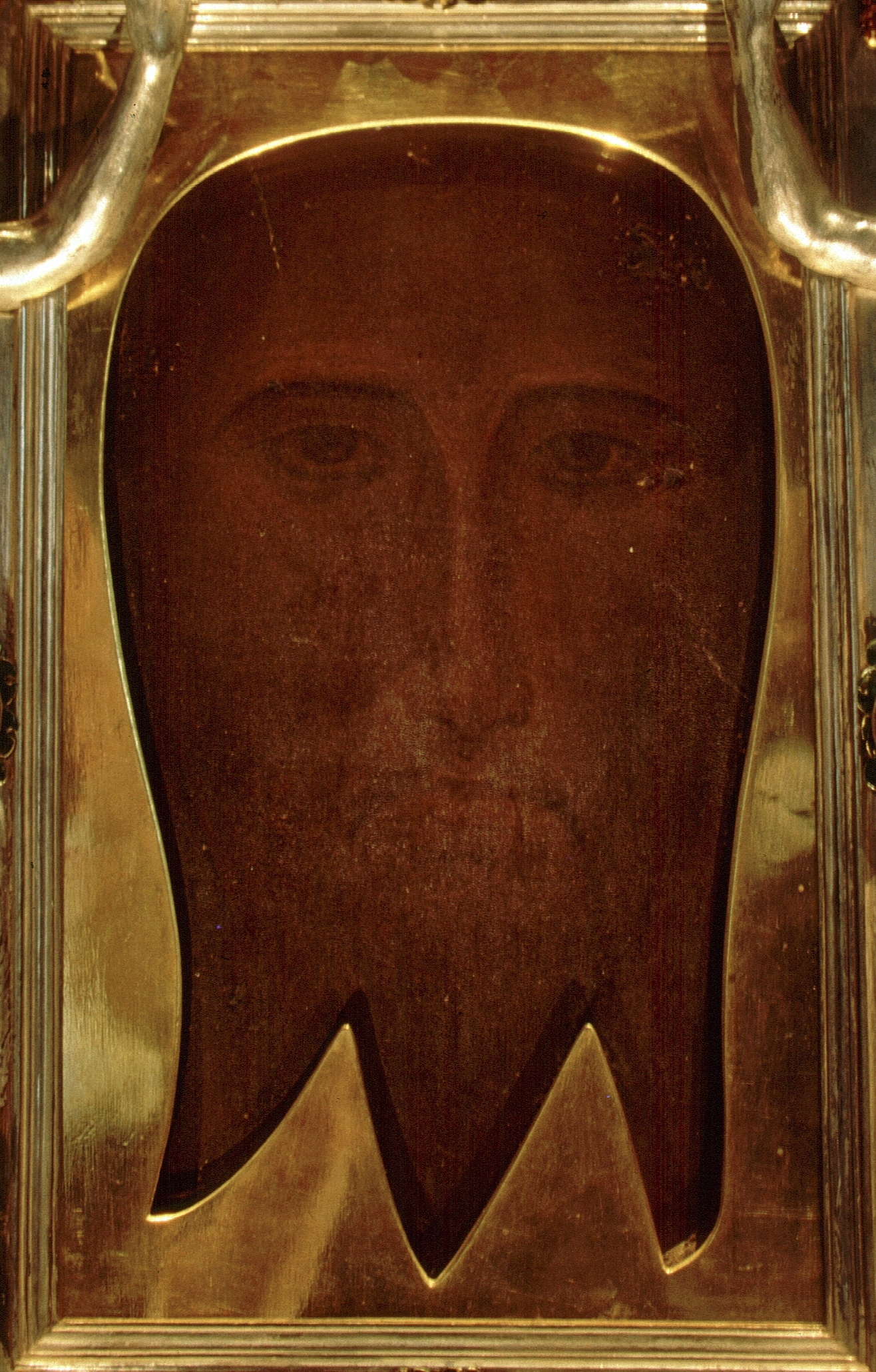
Il Mandylion di Edessa dalla cappella privata del papa in Vaticano.

## Città di origine
Secondo i Vangeli Gesù era originario di Nazaret, in Galilea. L'utilizzo, sempre nei vangeli, dell'aggettivo "nazoreo", di non chiara origine, ha suscitato comunque l'interesse di alcuni studiosi che hanno proposto localizzazioni alternative come Cafarnao e Gamala.

### La sinagoga di Nazaret
Il vangelo di Luca porta testimonianza di Gesù "come era suo costume" che entra nella sinagoga di Nazaret. In tale occasione Gesù "...si alzò per leggere". Nella tradizione ebraica, le scritture sono preziose e trattate con estrema cura. L'affermazione che a Gesù sia stata porta la pergamena di Isaia, suggerisce almeno che i nazareni abbiano posseduto tale pergamena, e possibilmente anche altre, e che abbiano avuto un posto ove conservarle. La sinagoga sarebbe stato il posto ideale a questo scopo.
Attualmente gli scavi archeologici hanno riguardato solo una porzione molto piccola dell'antica Nazaret: la moderna Nazaret risiede infatti sull'antico sito. Non è stato quindi ancora possibile individuare edifici pubblici e sinagoghe. All'interno dei circuiti archeologici è convenzionalmente sostenuta l'idea che Nazaret, al tempo di Gesù, fosse una piccola comunità, ma non si hanno ancora evidenze conclusive.
Alcuni scavi archeologici hanno scoperto sinagoghe risalenti al periodo di Gesù a Gamala, Gerusalemme, Herodium e Masada. Il Nuovo Testamento menziona oltre a quella di Nazaret, anche la sinagoga di Cafarnao, i cui resti sono stati rinvenuti nel 1969 sotto quelli di una sinagoga edificata nei secoli successivi.

## Lingua
Dal momento in cui Gesù iniziò la sua attività di proselitismo e di predicazione spostandosi nella sua regione nativa e nel circondario, sorge una questione rilevante: quale era il linguaggio parlato dagli ebrei nella vita quotidiana nella Giudea del I secolo? Gesù era padrone di questo linguaggio e ne conosceva altri?
Dagli scritti e dalle iscrizioni del tempo, le lingue attestate in Giudea sono quattro: latino, greco antico, ebraico e aramaico.
Il latino viene generalmente escluso, poiché era usato quasi esclusivamente dagli ufficiali romani, che avevano introdotto la lingua solo da poco tempo. I romani avrebbero inserito le iscrizioni in latino sugli edifici pubblici senza preoccuparsi del fatto che la maggior parte degli ebrei non potesse leggerle. In effetti quasi tutte le iscrizioni latine a noi note erano situate a Cesarea marittima e Gerusalemme, o nelle vicinanze: nelle sedi del potere imperiale, quindi, non in villaggi della Galilea.
Riguardo al greco, va evidenziata la testimonianza di Flavio Giuseppe: "Ho patito molte sofferenze per imparare a capire i greci, e per comprendere la lingua greca, sebbene io mi sia da tempo abituato a parlare la nostra lingua, l'aramaico. Tuttora non so pronunciare il greco con sufficiente esattezza, perché la nostra nazione non incoraggia chi impara le lingue di molte nazioni...". Lo studioso della Bibbia John P. Meier osserva: "Non c'è ragione per credere che Gesù conoscesse o usasse il latino, la lingua utilizzata quasi esclusivamente dai conquistatori romani. È probabile che conoscesse e usasse un po’ di greco, per scopi commerciali o per una comunicazione generale con i gentili, incluso forse Pilato al suo processo. Né la sua occupazione come falegname a Nazaret, né il suo itinerario in Galilea, circoscritto a città e villaggi decisamente giudaici, avrebbero però richiesto scioltezza e regolarità nell'uso del greco. Così non c’è ragione per pensare che Gesù insegnasse regolarmente in greco alle folle che si riunivano attorno a lui."
Se Gesù conoscesse o meno l'ebraico ci porta a considerare la sua alfabetizzazione. La lingua ebraica subì un forte declino dopo l'esilio babilonese e il ritorno degli ebrei a Giuda. L'aramaico era ormai la lingua franca di un vasto territorio, che comprendeva anche gli ebrei tornati in Israele. La diffusione dei targum (le traduzioni aramaiche della bibbia) dimostra come questa fosse la lingua più diffusa tra la gente comune. L'ebraico si era trasformato in una lingua elitaria parlata dagli ebrei dediti alle scritture, più o meno come il latino per il clero medioevale.
Sempre più simile all'aramaico, la lingua franca dell'antico Vicino Oriente dal periodo dell'Impero Assiro e dell'Impero Persiano in avanti, si diffuse tra gli ebrei ordinari che erano tornati in Israele. Anche se i manoscritti del Mar Morto ritrovati a Qumran contengono numerosi testi in ebraico, si tratta di composizioni teologiche e letterarie di un gruppo esoterico. La crescita dei targum aramaici (traduzioni delle scritture ebraiche), già testimoniata in una comunità di Qumran adusa a scrivere in ebraico, è una forte obiezione a vedere l'ebraico come linguaggio della gente comune.
Da alcune iscrizioni si evince che, contrariamente a quanto accadde in altri secoli, l'aramaico parlato a quei tempi era quasi del tutto privo di influenze greche. Anche se sono tutte scritte in greco, le uniche parole straniere che i Vangeli mettono in bocca a Gesù sono in aramaico, come in Marco 5,41, 7,34 e 15,34. Il Vangelo in greco di Giovanni dice che Gesù chiamava Simone Kephas (Gv 1,42), e che Paolo usava la parola aramaica per riferirsi a Dio, Abba, anche quando scriveva a Gentili di lingua greca in Gal 4,6 e Rom 8,16.
Meier conclude la sua dissertazione con queste parole: "Gesù insegnò in aramaico, essendo il suo greco di tipo pratico, commerciale e forse troppo rudimentale per servire allo scopo. In un paese quadrilingue, Gesù può di fatto essere stato un ebreo bilingue, ma probabilmente non fu un maestro trilingue."

## Il ruolo messianico

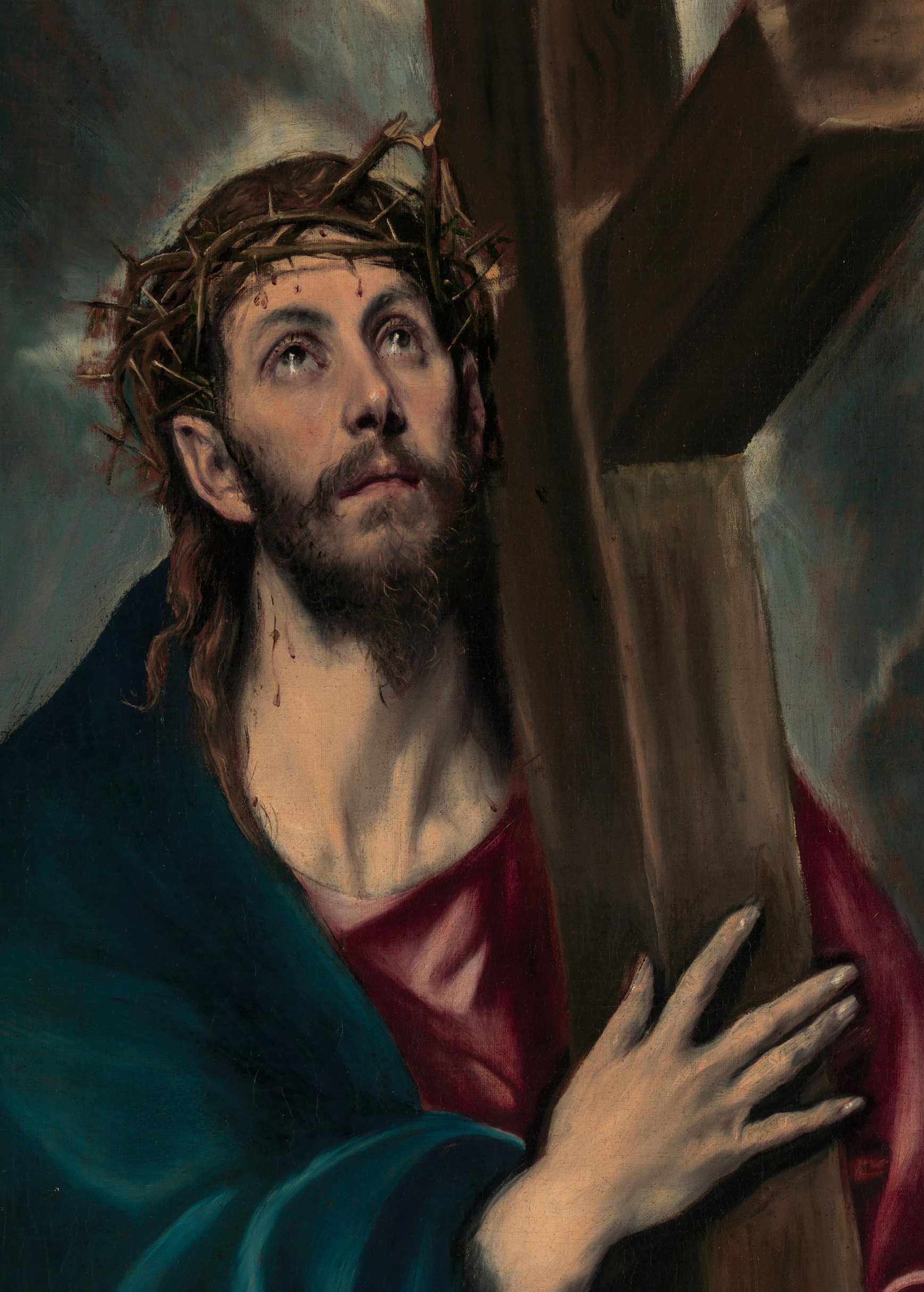
Gesù in un dipinto di El Greco

Nell'ebraismo del I secolo era viva l'attesa del Messia, un liberatore inviato da Dio che avrebbe riscattato il popolo di Israele. È in questo quadro che gli autori dei vangeli leggono le vicende gesuane, riconoscendogli il ruolo messianico.
La storiografia si è confrontata con questo tema, sia in relazione alla costruzione dei testi evangelici (ad esempio, riguardo al tema del segreto messianico) sia alla definizione di ipotesi sulla natura che Gesù intendeva dare alla sua missione. Le soluzioni proposte sono diverse e riflettono inevitabilmente le convinzioni dei diversi autori. Ad esempio, secondo Carlo Ginzburg "la narrazione dei Vangeli è stata generata da una catena di citazioni, scelte con la volontà di dimostrare che il Gesù storico è davvero il Messia annunciato dai profeti. Tocca ora ai contraddittori provare che Gesù realmente pensava di essere il Messia", mentre Carsten Peter Thiede commenta il graduale disvelamento dell'identità messianica scrivendo: "Gesù non voleva rivelare troppo presto la sua potenza messianica di salvatore, poiché sapeva quali difficoltà gli avrebbe creato la cerchia attorno al sommo sacerdote".

## Stato socioeconomico
Gesù proveniva da Nazaret di Galilea, alla periferia del mondo ebraico. Gesù era figlio di un "tektòn" - che può essere inteso come falegname, carpentiere o costruttore (Mt 13,55; Mc 6,3; Lc 4,22; Gv 6,42) -, e "tektòn" egli stesso. La sua famiglia non era quindi in povere condizioni ed era partecipe della vita sociale e religiosa del tempo: Elisabetta, parente della madre di Gesù, era moglie di Zaccaria, del quale si dice, nel Vangelo di Luca, che prestava servizio al Tempio di Gerusalemme.
Sempre Luca riporta che Gesù "cresceva in sapienza, età e grazia" davanti a Dio e davanti agli uomini e che a soli 12 anni parlava agli anziani del Tempio, evidenziando così la preparazione maturata nella conoscenza delle Scritture.
Negli anni del suo ministero pubblico Gesù partecipa a banchetti, come quello in occasione delle nozze di Cana, e frequenta anche farisei e pubblicani, tanto che nei vangeli lui stesso si lamenta delle critiche ricevute ("Ecco, è un mangione e un beone, un amico di pubblicani e di peccatori" 11,19) per il fatto di condurre una vita meno austera e ascetica di quella di Giovanni Battista.

## Morte e sepoltura
Il racconto della morte di Gesù è narrato nei vangeli, sia quelli canonici (più diffusamente in Giovanni, mentre è più essenziale il resoconto di Marco, Matteo e Luca) sia quelli apocrifi, come ad esempio quello di Pietro.
Dopo l'Ultima Cena Gesù venne arrestato dai romani e condannato alla crocifissione. Le ragioni della sua condanna furono prevalentemente di carattere politico: le autorità romane temevano infatti si potesse creare un nuovo focolaio d'insurrezione.
La morte in croce doveva significare l'umiliazione del condannato ed era considerata al tempo estremamente disonorevole. Per questo motivo, la simbologia delle croce si diffonderà tardivamente nell'arte cristiana mentre agli inizi era più usata l'immagine del pastore.
La stessa richiesta di deporre Gesù dalla croce, avanzata da alcuni seguaci, va letta nell'ottica di risparmiare parte della vergogna al condannato. La glorificazione della croce è infatti parte di una elaborazione teologica che si svilupperà a partire dalla prima predicazione, ad esempio con Paolo di Tarso ("Noi predichiamo Gesù crocifisso, scandalo per gli ebrei, follia per i gentili").
Secondo la narrazione dei vangeli, il corpo di Gesù venne deposto in una tomba vuota scavata nella roccia; il Vangelo di Matteo riporta che la tomba apparteneva ad un uomo ricco e fu posta sotto la sorveglianza di alcune guardie. Alcuni storici ritengono che Gesù possa essere stato sepolto in una tomba che il tribunale ebraico riservava ai criminali, mentre altri ipotizzano che possa essere stato lasciato per qualche tempo sulla croce e poi sepolto in una fossa comune.
La data della morte di Gesù è generalmente collocata dagli storici nel mese di aprile, tra il 30 e il 33 d.C.
Il dibattito sulla risurrezione, evento chiave della religione cristiana, è invece al di fuori della ricerca storica. Il ritrovamento della tomba vuota riportato dai vangeli, che per i credenti sarebbe una conferma indiretta dell'evento, per alcuni studiosi non sarebbe un dato storicamente certo; comunque, sono state avanzate dagli studiosi scettici diverse spiegazioni alternative a quella di una causa soprannaturale (furto o spostamento del cadavere, errore nell'identificazione del sepolcro, ecc.).

### Riferimenti
1. ↑  (EN) Gerd Theissen e Dagmar Winter, The Quest for the Plausible Jesus: The Question of Criteria, 2002,  p. 5, ISBN 0-664-22537-3.
2. ↑  Theissen e Merz (1998), pp. 1-2.
3. ↑  Charlesworth e Pokorný, Conclusion, p. 14.
4. ↑  (EN) James D. G. Dunn, Christianity in the Making, vol. 1: Jesus Remembered, Eerdmans Publishing, 2003,  pp. 125-127.
5. 1 2   Giancarlo Gaeta, Il Gesù moderno, Torino, Einaudi, 2009, ISBN 8858403096.
6. ↑  (EN) Richard A. Burridge, What Are the Gospels? A Comparison with Graeco-Roman Biography, 2ª ed., Grand Rapids (Michigan), Eerdmans, 2004; (DE) Dirk Frickenschmidt, Evangelium als Biographie: Die vier Evangelien im Rahmen antiker Erzahlkunst (Texte und Arbeiten zum neutestamentlichen Zeitalter), Tübingen, Francke, 1997; (EN) David E. Aune, The Westminster Dictionary of New Testament and Early Christian Literature, Louisville, Westminster John Knox, 2003,  pp. 204-206.
7. ↑  (EN) Bart Ehrman, The New Testament: A Historical Introduction to the Early Christian Writings, New York, Oxford University Press, 2003.
8. ↑   G. Barbaglio e A. Bodrato, Quale storia a partire da Gesù?, Servitium editrice, 2008.
9. ↑  Meier, vol. I, pp. 25-190; (EN) Robert E. van Voorst, Jesus Outside the New Testament: An Introduction to the Ancient Evidence, Grand Rapids (Michigan), Eerdmans, 2000.
10. ↑  Inchiesta su Gesù, p. 235.
Per approfondimenti, cfr. Bibliografia su Gesù.
Per la teoria mitista, cfr. Mito di Gesù.
11. ↑  Meier, vol. I, p. 31.
12. ↑   Hermann S. Reimarus, I frammenti dell'Anonimo di Wolfenbüttel, Bibliopolis, 1977, ISBN 978-88-7088-006-9.
13. ↑   Albert Schweitzer, Storia della ricerca sulla vita di Gesù, Claudiana, 2019, ISBN 978-88-6898-210-2.
14. ↑  La Prima Lettera ai Tessalonicesi e la Prima Lettera ai Corinzi.
15. ↑  La Lettera di Giacomo, la Prima Lettera di Pietro e la Prima Lettera di Giovanni.
16. ↑  Nel Vangelo di Giovanni, scritto verso il 90-95 d.C., non si trova quasi più alcun insegnamento apocalittico da parte di Gesù, il quale invece sottolinea la propria divinità, a differenza dei sinottici in cui era molto restio a parlare di sé. In alcuni testi apocrifi ancora successivi, come il Vangelo di Tommaso, scritto all'inizio del II secolo, la predicazione di Gesù è addirittura contro l'apocalitticismo.
17. ↑  (EN) Bart D. Ehrman, Jesus: Apocalyptic Prophet of the New Millennium, Oxford University Press, 23 settembre 1999, ISBN 978-0-19-983943-8. URL consultato il 10 settembre 2021.
18. ↑  (EN) Dale C. Allison, Jesus of Nazareth: Millenarian Prophet, Fortress Press, 1998, ISBN 978-1-4514-0556-9. URL consultato il 10 settembre 2021.
19. 1 2   Ed Parish Sanders, Gesù: la verità storica, Club degli editori, 1995.
20. 1 2  Casey.
21. 1 2  Meier vol. 2.
22. ↑  (EN) Geza Vermes, Jesus the Jew, SCM Press, 25 gennaio 2013, ISBN 978-0-334-04820-6. URL consultato il 10 settembre 2021.
23. 1 2  Crossan.
24. ↑  (EN) Tom Wright, Jesus and the Victory of God, SPCK, 7 giugno 2012, ISBN 978-0-281-06979-8. URL consultato il 9 gennaio 2024.
25. ↑  (EN) N. T. Wright, Simply Jesus: A New Vision of Who He Was, What He Did, and Why He Matters, HarperCollins, 25 ottobre 2011, ISBN 978-0-06-208439-2. URL consultato il 10 settembre 2021.
26. ↑  (EN) Craig L. Blomberg, Jesus and the Gospels: An Introduction and Survey, B&H Publishing Group, 2009,  p. 213, ISBN 978-0-8054-4482-7. URL consultato il 9 gennaio 2024.
27. ↑   Was Jesus a Reform Rabbi?, su HuffPost. URL consultato il 10 settembre 2021.
28. ↑  (EN) Bruce Chilton, Rabbi Jesus: An Intimate Biography, Crown Publishing Group, 14 maggio 2002, ISBN 978-0-385-50544-4. URL consultato il 9 gennaio 2024.
29. ↑  (EN) Andreas J. Köstenberger, Jesus as Rabbi in the Fourth Gospel, in Bulletin for Biblical Research, vol. 8, 1998,  pp. 97-128.
30. ↑  (EN) Shmuel Boteach, Kosher Jesus, Gefen, 2012, ISBN 978-965-229-578-1. URL consultato il 10 settembre 2021.
31. ↑   Suo Marco Treves, La responsabilità della condanna di Gesù, in La Rassegna Mensile di Israel, vol. 30, n. 9, 1964,  pp. 392-402. URL consultato l'11 giugno 2024.
32. ↑  Per Giuseppe, si consulti  Lc 3,23;4,22, su laparola.net.;  Gv 1,45;6,42, su laparola.net.; Ignazio ai Trallesi §9; per Maria, si veda  Mc 6,3, su laparola.net.;  At 1,14, su laparola.net.; Ignazio agli Efesini §7, §18; ai Trallesi §9
33. ↑   Gv 6,41-59, su La Parola - La Sacra Bibbia in italiano in Internet.
34. ↑   Mt 1,1;9,27;12,23;15,22;20,30;21,9;22,42, su La Parola - La Sacra Bibbia in italiano in Internet.
35. ↑   Mt 19,28;25,31, su La Parola - La Sacra Bibbia in italiano in Internet.
36. ↑   Mt 4,5, su La Parola - La Sacra Bibbia in italiano in Internet.
37. ↑   Mt 27,29;27,37, su La Parola - La Sacra Bibbia in italiano in Internet.
38. ↑   Bart Ehrman, Gesù non l'ha mai detto, Milano, Arnoldo Mondadori Editore, 2007,  p. 180, ISBN 978-88-04-57996-0.
39. ↑   Mc 6,3, su La Parola - La Sacra Bibbia in italiano in Internet.
40. ↑   Mt+12,46-50;13,55-56;28,10.Mc+3,31-34.Lc+8,19-21.Gv+2,12;7,3-10;20,17.At+1,14.1Co+9,5.Gal+1,19, su La Parola - La Sacra Bibbia in italiano in Internet.
41. ↑   Gal 1,19, su La Parola - La Sacra Bibbia in italiano in Internet.
42. ↑   Mc 6,3, su La Parola - La Sacra Bibbia in italiano in Internet.
43. ↑   Mc 6,3, su La Parola - La Sacra Bibbia in italiano in Internet.
44. 1 2  Mauro Pesce, in Inchiesta su Gesù.
45. ↑   Lc 7,37-38, su La Parola - La Sacra Bibbia in italiano in Internet.
46. ↑   Lc 8,2, su La Parola - La Sacra Bibbia in italiano in Internet.
47. ↑   Maria Maddalena e il codice da Vinci, su Christianismus. URL consultato il 28 marzo 2022.
48. ↑  I vangeli gnostici, p .157.
49. ↑  Vangelo di Filippo, cap. 59, in I vangeli gnostici, p. 55.
50. ↑   Mt 2,1, su La Parola - La Sacra Bibbia in italiano in Internet.
51. ↑   Lc 1,5, su La Parola - La Sacra Bibbia in italiano in Internet.
52. ↑  Theissen e Merz (1998), p. 153.
53. ↑   Lc 2,1, su La Parola - La Sacra Bibbia in italiano in Internet.
54. ↑  (EN) William M. Ramsay, The Question at an Issue, in Was Christ Norn in Betlehem?, 1898. URL consultato il 9 gennaio 2024. Ospitato su Christian Classics Ethereal Library.
55. ↑  (EN) Gospel of Saint Luke, su New Advent. URL consultato il 9 gennaio 2024.
56. ↑   Mt 2,2, su La Parola - La Sacra Bibbia in italiano in Internet.
57. ↑   Natale, in Treccani.it – Enciclopedie on line, Roma, Istituto dell'Enciclopedia Italiana.
58. ↑  Per ulteriori informazioni sulle possibili correlezioni tra Cristianesimo e il culto del Sole Invitto, cfr. (EN) Graydon F. Snyder, Ante Pacem: Archaeological Evidence of Church Life Before Constantine, Mercer University Press, 2005.
59. ↑   Gv 7,41-42, su La Parola - La Sacra Bibbia in italiano in Internet.
60. ↑   Gv 7,52, su La Parola - La Sacra Bibbia in italiano in Internet.
61. ↑  Antichità giudaiche 20.21.2.
62. ↑  Meier, vol. I, p. 264.
63. ↑  Meier, vol. I, p. 265.
64. ↑   Mc 5,41, su La Parola - La Sacra Bibbia in italiano in Internet.
65. ↑   Mc 7,34, su La Parola - La Sacra Bibbia in italiano in Internet.
66. ↑   Mc 15,34, su La Parola - La Sacra Bibbia in italiano in Internet.
67. ↑   Gv 1,42, su La Parola - La Sacra Bibbia in italiano in Internet.
68. ↑   Gal 4,6, su La Parola - La Sacra Bibbia in italiano in Internet.
69. ↑   Rom 8,16, su La Parola - La Sacra Bibbia in italiano in Internet.
70. ↑  Meier, vol. I, p. 267.
71. ↑   Giuseppe Ricciotti, Vita di Gesù Cristo, Milano, Mondadori, 1962.
72. ↑   GINZBURG E se Gesù non fosse il Messia?, in Corriere della Sera, 28 gennaio 1998,  p. 29. URL consultato il 9 gennaio 2024.
73. ↑  Thiede.
74. ↑  Thiede, pp. 27-28.
75. ↑   Mt 11,19, su La Parola - La Sacra Bibbia in italiano in Internet.
76. 1 2 3  Cfr.  C.G. Starr, Storia del mondo antico, Milano, Mondadori, 1983,  p. 612.
77. ↑  Su quest'ultima ipotesi, cfr. Casey, p. 497.
78. ↑  (EN) Rudolf Bultmann, History of the Synoptic Tradition, Hendrickson Publisher, 1963,  p. 287, 290 (prima edizione tedesca 1921).
79. ↑   Bart Ehrman, E Gesù diventò Dio, Nessun Dogma Editore, 2017.